# George Marshall (filmregisseur)
George E. Marshall (Chicago, 29 september 1891 – Los Angeles, 17 februari 1975) was een Amerikaans filmregisseur.
Marshall was reeds als tiener actief in Hollywood als figurant. Vanaf 1916 begon hij zelf films te draaien. Hij is vooral bekend voor zijn westerns en komedies. Zo regisseerde hij bijvoorbeeld de film Pack Up Your Troubles (1932) met Laurel en Hardy. Later werkte hij ook onder anderen samen met de komieken W.C. Fields, Bob Hope en Jerry Lewis. Marshall gold als een veelzijdig filmregisseur met ervaring in nagenoeg elk genre. Tot zijn bekendste werk behoren de western Destry Rides Again (1939) en de misdaadfilm The Blue Dahlia (1946).
Marshall stierf in 1975 op 83-jarige leeftijd aan de gevolgen van een longontsteking.

## Filmografie (selectie)
- 1916: Across the Rio Grande
- 1916: The Waiters' Ball
- 1916: The Committee on Credentials
- 1916: Love's Lariat
- 1916: A Woman's Eyes
- 1916: The Devil's Own
- 1917: Double Suspicion
- 1918: The Midnight Flyer
- 1919: The Adventures of Ruth
- 1920: Ruth of the Rockies
- 1932: Pack Up Your Troubles
- 1932: Their First Mistake
- 1932: Towed in a Hole
- 1934: 365 Nights in Hollywood
- 1935: Life Begins at Forty
- 1935: Music Is Magic
- 1935: In Old Kentucky
- 1935: Show Them No Mercy!
- 1936: A Message to Garcia
- 1937: Love Under Fire
- 1937: Can This Be Dixie?
- 1938: The Goldwyn Follies
- 1939: You Can't Cheat an Honest Man
- 1939: Destry Rides Again
- 1940: The Ghost Breakers
- 1940: When the Daltons Rode
- 1941: Pot o' Gold
- 1941: Texas
- 1942: Star Spangled Rhythm
- 1942: The Forest Rangers
- 1945: Murder, He Says
- 1946: The Blue Dahlia
- 1946: Monsieur Beaucaire
- 1947: The Perils of Pauline
- 1947: Variety Girl
- 1948: Tap Roots
- 1949: My Friend Irma
- 1950: Never a Dull Moment
- 1950: Fancy Pants
- 1952: The Savage
- 1953: Scared Stiff
- 1953: Houdini
- 1954: Red Garters
- 1954: Destry
- 1957: The Guns of Fort Petticoat
- 1958: The Sheepman
- 1958: Imitation General
- 1959: The Mating Game
- 1959: It Started with a Kiss
- 1959: The Gazebo
- 1961: Cry for Happy
- 1962: How the West Was Won
- 1964: Advance to the Rear
- 1966: Boy, Did I Get a Wrong Number!
- 1967: Eight on the Lam
- 1969: Hook, Line & Sinker